# Érsek

Metropolita érsek címersablonja

Nem metropolita érsek címersablonja

Az érsek (latinul archiepiscopus, szó szerint „főpüspök”) a római katolikus egyházban általában a főegyházmegye élén álló megyés püspök, aki legtöbbször az érsekségéhez tartozó egyháztartomány vezetője is. Ily módon az adott érseki székhez tartozó alárendelt (ún. suffraganeus) egyházmegyék megyés püspökeinek elöljárója némely dologban. Saját egyházmegyéje a főegyházmegye, ami a többi alárendelt egyházmegyével együtt alkotja az egyháztartományt is.
Az angolszász országok és Svédország protestáns egyházaiban az érsek megnevezés egyfajta vezető püspököt jelent.
A keleti katolikus egyházakban 1991 óta létezik a nagyérseki cím is. A címet II. János Pál pápa hozta létre az 1991. október 1-jén kibocsátott Keleti Egyházak Törvénykönyvével, annak érdekében, hogy ne szaporítsák tovább a keleti pátriárkák számát. A nagyérseki cím tehát a metropolita (érsek) és a pátriárka között helyezkedik el, jogköreit és feladatait tekintve pedig inkább a pátriárkának felel meg. Több görögkatolikus egyház élén (így pl. a román görögkatolikus egyház élén is) nagyérsek-metropolita áll.

## Jogköre
Nem mindenben elöljárója az érsek az alárendelt megyés püspököknek, mégis sajátos jogokat élvezett már a 4. század óta. Ilyenek voltak például a püspökválasztás megerősítése, az adott tartomány látogatása és bizonyos fokú felügyelete, tartományi zsinat összehívása, azok vezetése.
Ma már az érsek jogai szűkebbek: 
- felügyeleti joga van az alárendelt egyházmegyékben a hit és az egyházi fegyelem területén.
- szükség esetén az egyházmegye élére kormányzót nevezhet ki.
- kánoni látogatásokat (visitatio canonica) végezhet az egyháztartomány területén.
- főpapi funkciókat végezhet az egyháztartomány minden templomában (a székesegyházakban csak az illetékes megyés püspök hozzájárulásával).
- kérheti és viselheti a báránybőrből készült érseki jelvényt, az ún. palliumot.

## Magyarországon
A magyar érsek szó eredete vitatott. Egy feltételezés szerint Szent Asztrik (Asrik) nevéből ered, míg más magyarázat szerint a latin archiepiscopus szó észak-itáliai (velencei) és/vagy francia közvetítéssel nyerte ezt a formát a magyar nyelvben.
Érseki címet viselnek Magyarországon Szent István korától az esztergomi és a kalocsai püspökök, 1803-tól az egri, 1993-tól pedig a veszprémi megyés püspök, illetve 2015-től a hajdúdorogi görögkatolikus metropolita.
Az esztergomi érseki szék betöltője a hagyomány szerint (1271-től) viseli a Primas Hungariae (Magyarország prímása) címet is.

### Jelenlegi érsekek

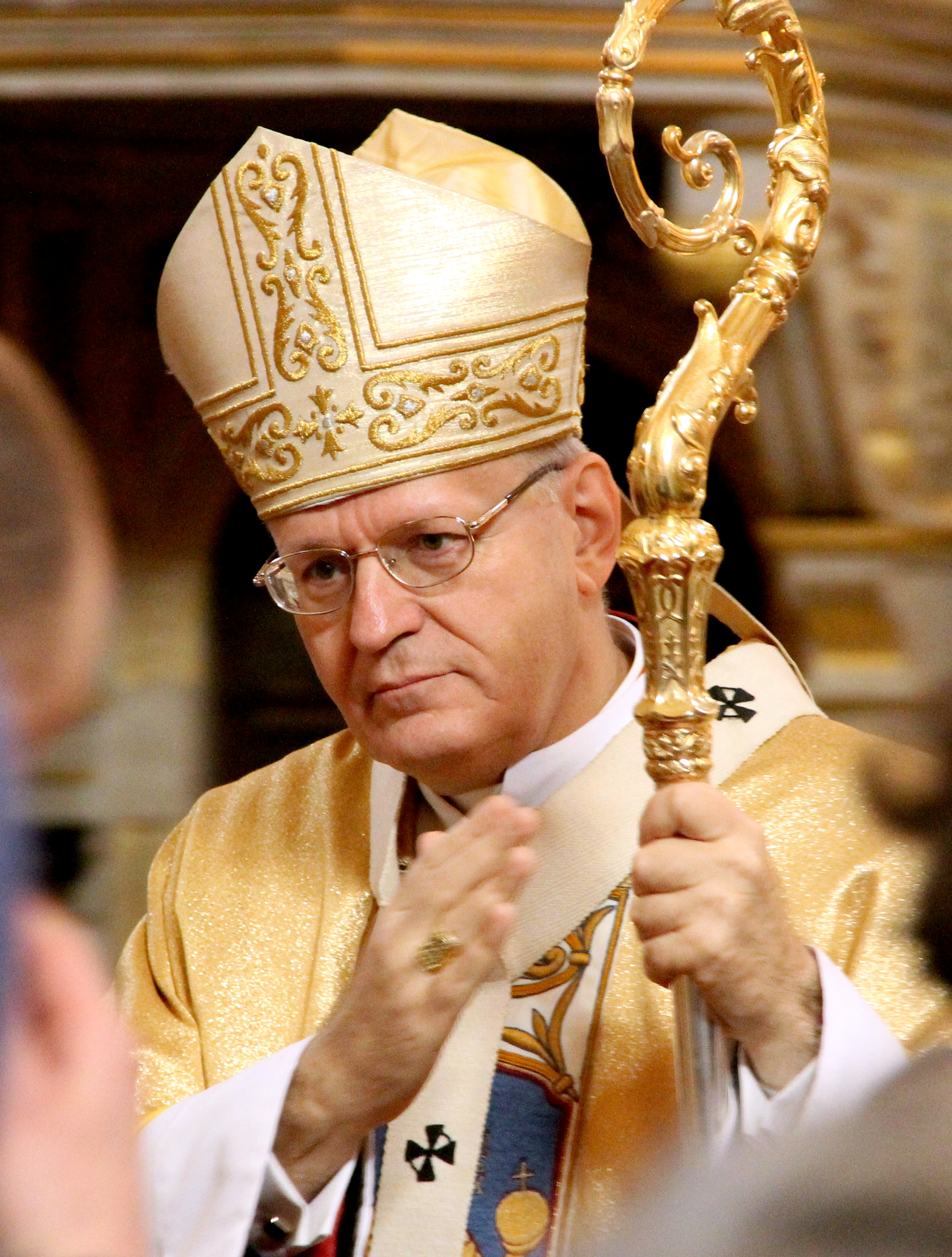
Erdő Péter bíboros, aki 2002-től az Esztergom-Budapesti főegyházmegye érseke

- Esztergom-Budapesti főegyházmegye: Erdő Péter bíboros, prímás
- Kalocsa-Kecskeméti főegyházmegye: Bábel Balázs
- Egri főegyházmegye: Ternyák Csaba
- Veszprémi főegyházmegye: Udvardy György
- Hajdúdorogi főegyházmegye: Kocsis Fülöp metropolita

## Hercegérsek, hercegprímás
A hercegérsek hercegi családból származó vagy hercegi címet nyert érsek. A német-római birodalomban azokat a főpapokat nevezték hercegérseknek, akik joghatósági területükön és a birodalmi gyűlésen hercegi jogokat gyakorolhattak. A hercegérsekség tehát nem egyházi, hanem birodalmi, politikai cím és rang. Magyarországon elsőként 1707-től Keresztély Ágost viselte ezt a címet, aki születésénél fogva szász királyi herceg és esztergomi érsek lett.
Magyarországon a prímás érsek, azaz a mindenkori esztergomi érsek a tisztségéhez kötődően maradandó hercegi rangot kapott III. Károlytól 1714-ben Keresztély Ágost esztergomi érsek, szász királyi herceg kérésére, ezért hercegprímásnak hívták, amíg a világi főnemesi rangok használatát XII. Piusz pápa meg nem tiltotta a főpapok számára 1951-ben.